# Maria João Pires
Maria João Pires (tiếng Bồ Đào Nha: [mɐˈɾiɐ ʒwɐ̃ũ̯ ˈpiɾɨʃ]) có tên đầy đủ Maria João Alexandre Barbosa Pires là một trong những nghệ sĩ dương cầm xuất sắc nhất qua mọi thời đại (The Greatest Pianists of all time), chuyên về biểu diễn nhạc cổ điển, mang hai quốc tịch Bồ Đào Nha và Thụy Sĩ, thường trú tại Bồ Đào Nha.

## Tiểu sử
Maria João Pires sinh ra ở Lisbon, Bồ Đào Nha. Cha là João Baptista Pires, mẹ là Alzira dos Santos Alexandre Barbosa.
Học dương cầm từ bé, Maria João Pires biểu diễn độc tấu đầu tiên vào lúc 5 tuổi, đến tuổi 7 đã tham gia hòa tấu ở "Mozart’s Piano Concertos" (công-xec-tô dương cầm nhạc Mozart) tại Porto (Bồ Đào Nha). Lúc 9 tuổi đã nhận được giải thưởng cao nhất của Bồ Đào Nha dành cho nhạc sĩ trẻ.
Từ năm 1953 đến năm 1960, Maria João Pires theo học Giáo sư Campos Coelho tại Nhạc viện Lisbon, tham gia các khóa học về sáng tác, lý thuyết và lịch sử âm nhạc với Francine Benoit.
Sau đó, việc học tập tiếp tục ở Đức, đầu tiên là tại Musikakademie (Munich) với nhạc sĩ Rosl Schmidt và sau đó ở Hanover với nhạc sĩ Karl Engel.
Maria João Pires đã biểu diễn ở nhiều quốc gia, với hầu hết các dàn nhạc lớn trên thế giới, như Berliner Philharmoniker (giao hưởng Bec-lin), Boston Symphony Orchestra (dàn nhạc giao hưởng Bôs-tông), Royal Concertgebouw Orchestra (dàn nhạc Hoàng gia Hà Lan), London Philharmonic (giao hưởng Luân-đôn), Orchester de Paris (dàn nhạc Pa-ri), và Wiener Philharmoniker (giao hưởng Viên). Bà cũng tham gia nhiều lễ hội âm nhạc quốc tế lớn, như gồm Lễ hội âm nhạc Schleswig-Holstein, Schubertiade, Tanglewood, Ravinia, Montpellier, Lucerne, Edinburgh và BBC Proms.

## Các bản ghi âm chính
- Chopin, Schubert, Mozart etc.: Complete Concerto Recordings on Deutsche Grammophon 2014
- Chopin, Schubert, Mozart etc.: Complete Solo Recordings on Deutsche Grammophon 2014
- Mozart: Lieder and Arias [Accompanist to Barbara Hendricks] [EMI]
- Mozart: Piano Sonatas Complete (Denon)
- Beethoven: Piano Concertos 3 & 4 (2014, Onyx Classics)
- Mozart; Fantasies KV 397-KV475, Rondos KV485-KV511 (Denon BB-7009) 1974
- Mozart: Piano Concertos 14, 17, 21, & 26 (2013, Deutsche Grammophon)
- Schubert (2013, Deutsche Grammophon)
- Chopin (2008, Deutsche Grammophon)
- Beethoven: Piano Sonatas (2001, Erato)
- Schumann: Piano Concerto, Piano Quintet (2000, Deutsche Grammophon)
- Chopin: Piano Concertos 1 & 2 (1999, Erato)
- Franck, Debussy: Violin Sonatas; Ravel: Berceuse; Habanera; Tzigane (1996, Deutsche Grammophon)
- Mozart: Piano Sonatas K. 281, K. 282, K. 533/K. 494 (1993, Deutsche Grammophon)
- Mozart: Piano Sonatas K. 331 & 457; Fantasias K. 397 & 475 (1990, Deutsche Grammophon)
- Schubert: Sonata; 6 Moments Musicaux; 2 Scherzi (1989, Deutsche Grammophon)
- Mozart: The Great Concertos for Piano (1978, Erato)

## Vinh danh
- Dame of the Order of Saint James of the Sword  (ngày 9 tháng 8 năm 1983)[9]
- Commander of the Order of Prince Henry (ngày 9 tháng 6 năm 1989)[9]
- Grand Cross of the Order of Saint James of the Sword  (ngày 9 tháng 6 năm 1998)[9]
- Grand Cross of the Order of Prince Henry (ngày 19 tháng 5 năm 2019)[9]
- Honorary doctorate (Doctor Honoris Causa), Pompeu Fabra University of Barcelona (ngày 20 tháng 2 năm 2019)[10]